# 小行星4624
小行星4624（英語：4624 Stefani）是一颗围绕太阳公转的小行星。1982年3月23日，卡罗琳·舒梅克在帕洛马山发现了此天体。
这颗小行星的绝对星等为9.68435等。